# Rue des Dominicains (Bruxelles)
Pour les articles homonymes, voir Rue des Dominicains.
La rue des Dominicains à Bruxelles va de la rue des Bouchers à la rue de l'Écuyer et fait partie de l'Îlot Sacré. Elle s'appelait jadis petite rue des Dominicains par opposition à la grande rue des Dominicains, l'actuelle rue de l'Écuyer. Elle doit son nom au couvent des Dominicains, démoli en 1797,  et dont l'entrée se trouvait rue de l'Écuyer. De la rue des Dominicains on accède aux Galeries royales Saint-Hubert (n° 13-17).

## Sites particuliers

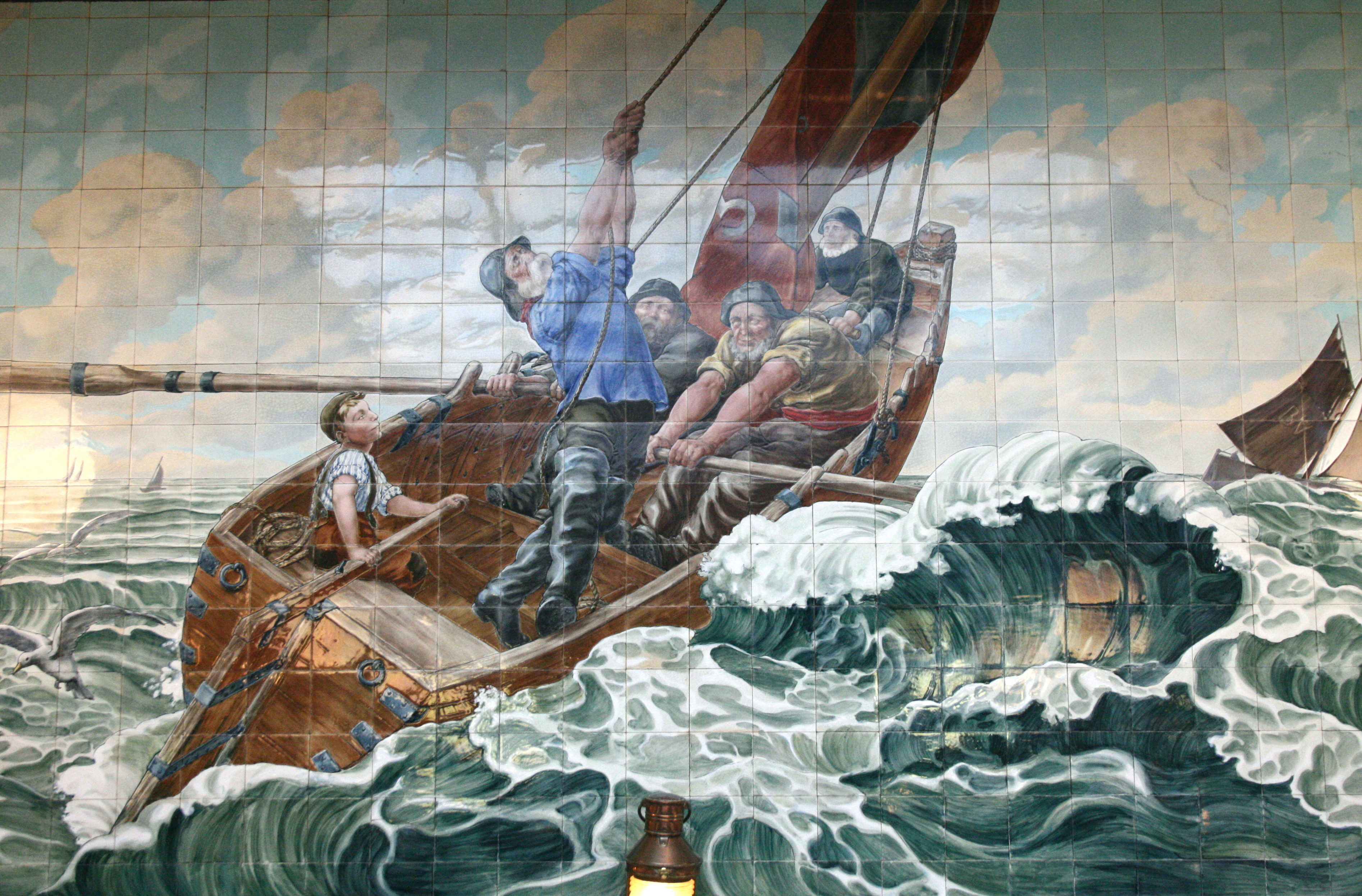
Rôtisserie Vincent: décoration en céramiques peintes

- Au 8-10 se trouve la Rôtisserie Vincent, fondée en 1905. Elle possède un superbe décor intérieur en céramiques peintes, dû à la firme Helman. Sur les murs de la salle figurent différentes scènes de la côte belge réalisées dans un style réaliste au début du XXe siècle. Un panneau en céramiques représente encore le tarif détaillé de l'époque.